# Dumenicantone Geronimi
Dumenicantone Geronimi (Marignana, 1932) és un gramàtic i escriptor cors. El 1974 va fundar la revista Rugiru amb Rinatu Coti i Ghjacumu Thiers, considerada vital per al segon renaixement de la literatura corsa, ja que canvià totalment els cànons de la poesia tradicional i va introduir reformes ortogràfiques. Ha traduït al cors obres de Samuel Beckett i altres autors

## Obres
- Intricciate è cambiarine manual d'ortografia (amb Pasquale Marchetti 1971)
- Intantu (Esperant Godot)
- À circà moglia (La petició de Matrimoni, d'Anton Txékhov, 1986)
- Literatura corsa oghje (1986)
- U Ruminzulaghju (teatre, 1990)